# 吉岡徳仁
吉岡 徳仁（よしおか とくじん、1967年 - ）は、日本のデザイナー、アーティスト。プロダクトから建築、現代美術において活動している。
国際的な賞を多数受賞し、作品は世界の主要美術館に永久所蔵されている。2020年東京オリンピックでは聖火リレートーチのデザインを担当[11]。

## 人物・略歴
1967年佐賀県生まれ。幼少時代からレオナルド・ダ・ヴィンチの影響を受け、油絵などの絵画を学び、科学に興味をもつ。
1986年に桑沢デザイン研究所を卒業後、倉俣史朗と三宅一生のもとでデザインを学び、2000年に吉岡徳仁デザイン事務所を設立。
グローバル企業のデザインを数多く手がけ、ISSEY MIYAKEをはじめ、カルティエ、スワロフスキー、ルイ・ヴィトン、エルメス、TOYOTAなどと、コラボレーションをしている。毎年イタリアで開催されるミラノサローネ国際家具見本市（Salone del Mobile Milano）では、Kartell、Moroso、Glas Italia、Driadeなどの家具ブランドと新作を発表。 
作品は、ニューヨーク近代美術館、ポンピドゥー・センター （国立近代美術館）、ヴィクトリア・アンド・アルバート博物館など、世界の主要美術館に永久所蔵されている。
アメリカNewsweek誌による「世界が尊敬する日本人100人」に選出。
Design Miami／Designer of the Year、Elle Deco International Design Awards／Designer of the Year、Maison & Objet／Creator of the Yearなどを受賞している。

## 代表作品
自然構造の椅子 2001年ー

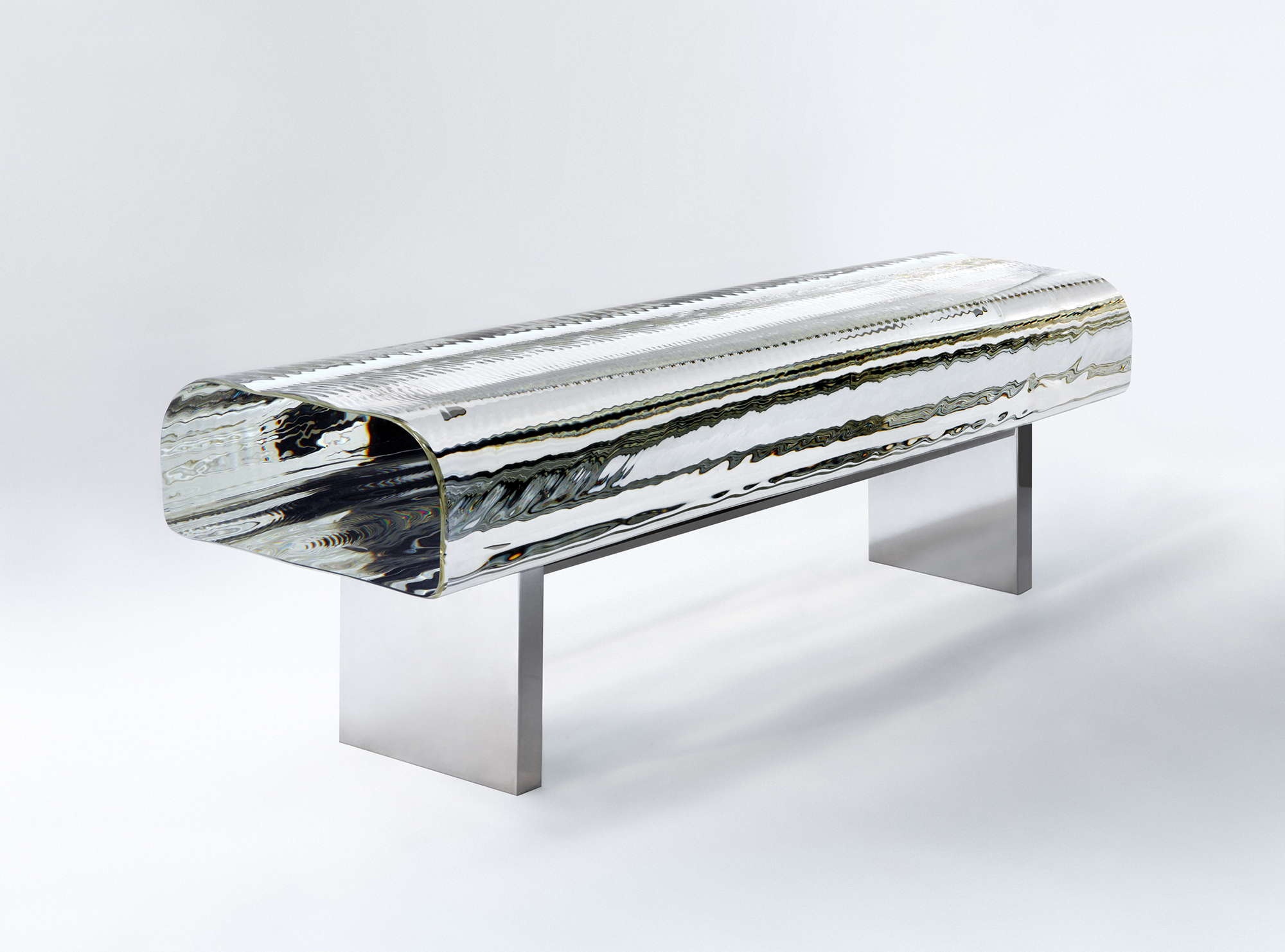
「 Water Block − ガラスのベンチ 」 2002

紙の椅子「Honey-pop」(2001)は、平面から立体へと変化する椅子。わずか1センチに積層させた120枚の薄紙を広げることでハニカム（蜂の巣）構造となり、人が座ることで形状が固定され完成する。「PANE chair」(2006)は、植物の繊維構造のように、1ミリの細い繊維が絡みあうことで構造を生み出している。制作プロセスは、繊維の塊を紙管に入れ、まるでパンを焼くように釜に入れ、熱をかけることで、椅子の形状が記憶される。自然結晶の椅子「Venus – 結晶の椅子」(2008)は、水槽の中で自然結晶を成長させることで結晶構造を生み出し、椅子へと変化させる作品。
ガラスプロジェクト 2002年ー
光学ガラスを使用した美しいベンチ「Water Block」(2002)、「Transparent Japanese House」(2002)、雨に消える椅子「Chair that disappears in the rain」(2002)、「Waterfall」 (2005-2006)、「ガラスの茶室 – 光庵」(2011)、「Water Block - PRISM」(2017)などの作品を発表している。ガラスのベンチ「Water Block」は、2011年よりパリのオルセー美術館に展示されている。
オルセー美術館 2011年ー

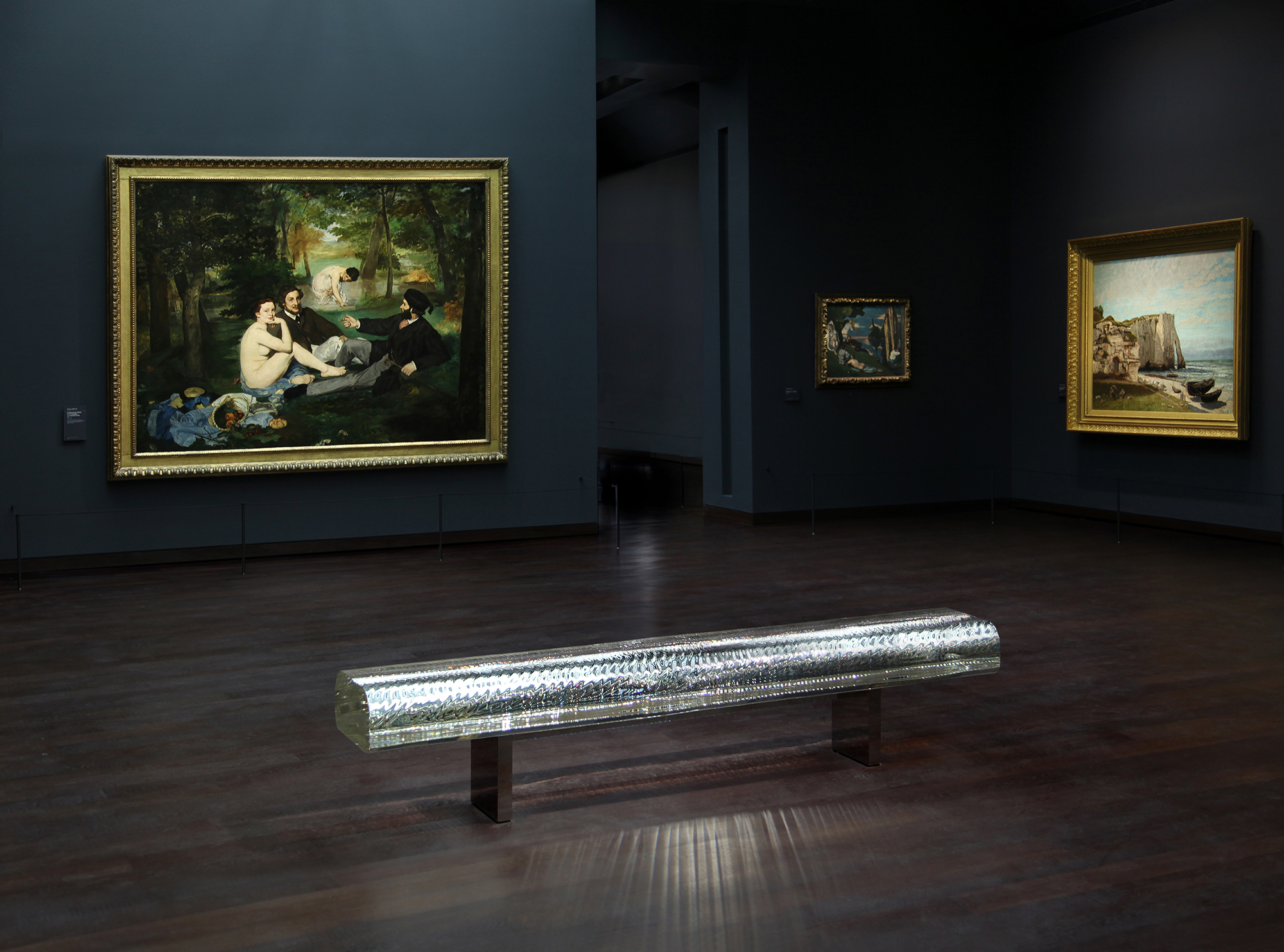
パリ オルセー美術館
「 Water Block - ガラスのベンチ 」 2002

パリのオルセー美術館において、印象派ギャラリーのリニューアルプロジェクトに参加。マネやドガ、モネ、セザンヌ、ルノワールに代表される印象派の絵画とともに、ガラスのベンチ「Water Block」10作品が常設展示され、使用されている。印象派が描いた光と調和し、歴史と現代の新しい対話が始まる空間を創出している。
クリスタライズドプロジェクト 2008年ー
自然結晶の椅子「VENUS – 結晶の椅子」(2008)は、水槽の中で自然結晶を成長させることで結晶構造を生み出し、椅子へと変化させる作品。一つの楽曲が一つの絵画となる作品、「Swan Lake - 結晶の絵画」、「Destiny - 運命」、「Moonlight - 月光」などの作品は、結晶の成長過程において音楽を聴かせ、音の振動によって結晶の形状を変化させることにより完成する。「ROSE - 薔薇の彫刻」は、薔薇の色素を結晶化させた彫刻であり、生命のエネルギーを表現している。
「虹の教会 - Rainbow Church」 2010年・2013年
500個ものクリスタルプリズムから生み出された建築「虹の教会 - Rainbow Church」は、光を知覚する人間の感覚に着目し、見る者が光を体感することにより完成する作品。光そのものが表現されており、プリズムから放たれる分光が空間全体に映し出されることで、虹色に満たされる建築である。
「ガラスの茶室 - 光庵」 2011年
2011年、第54回 ヴェネツィア ビエンナーレ国際美術展にて「ガラスの茶室 - 光庵」を建築プロジェクトとして発表し、2015年に京都の天台宗青蓮院門跡境内、将軍塚青龍殿の大舞台に設置された。将軍塚青龍殿には、日本三大不動の一つに数えられる国宝 青不動明王が奉納されており、標高220メートルの大舞台からは京都市街を一望することができる。この場所は、延暦13年（794年）に桓武天皇が訪れ、京都盆地を見おろしながら京都こそが都にふさわしいと確信し、それをきっかけに都の建設に着手したという、日本の文化を象徴する京の都の始まりとなった場所とも言われている。
代表作

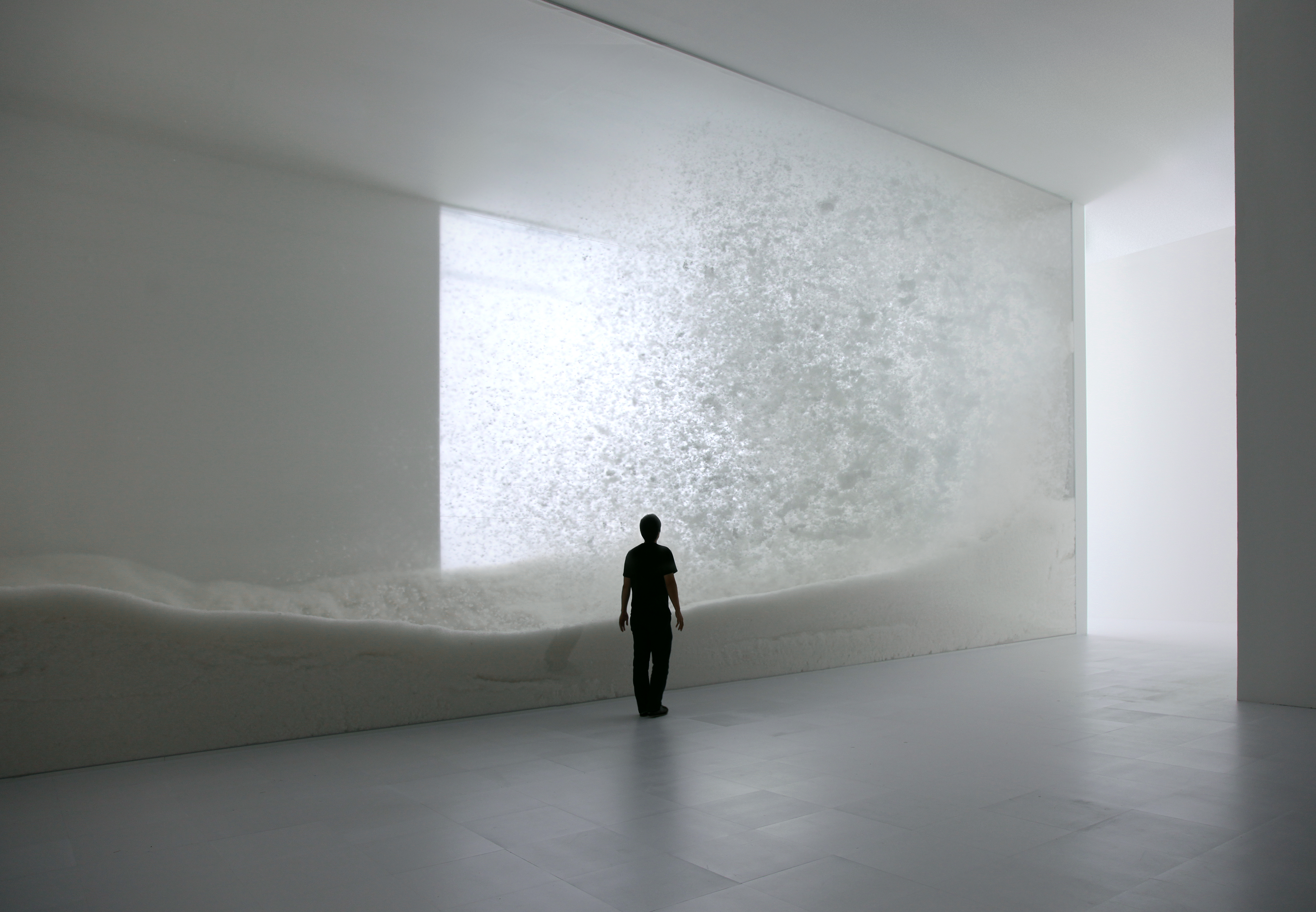
「 Snow 」／森美術館 2010 (1997)

2000年　Tokujin Yoshioka Design 
2000年　TōFU／Yamagiwa
2001年　Honey-pop – 紙の椅子
2001年　THINK ZONE／森ビル

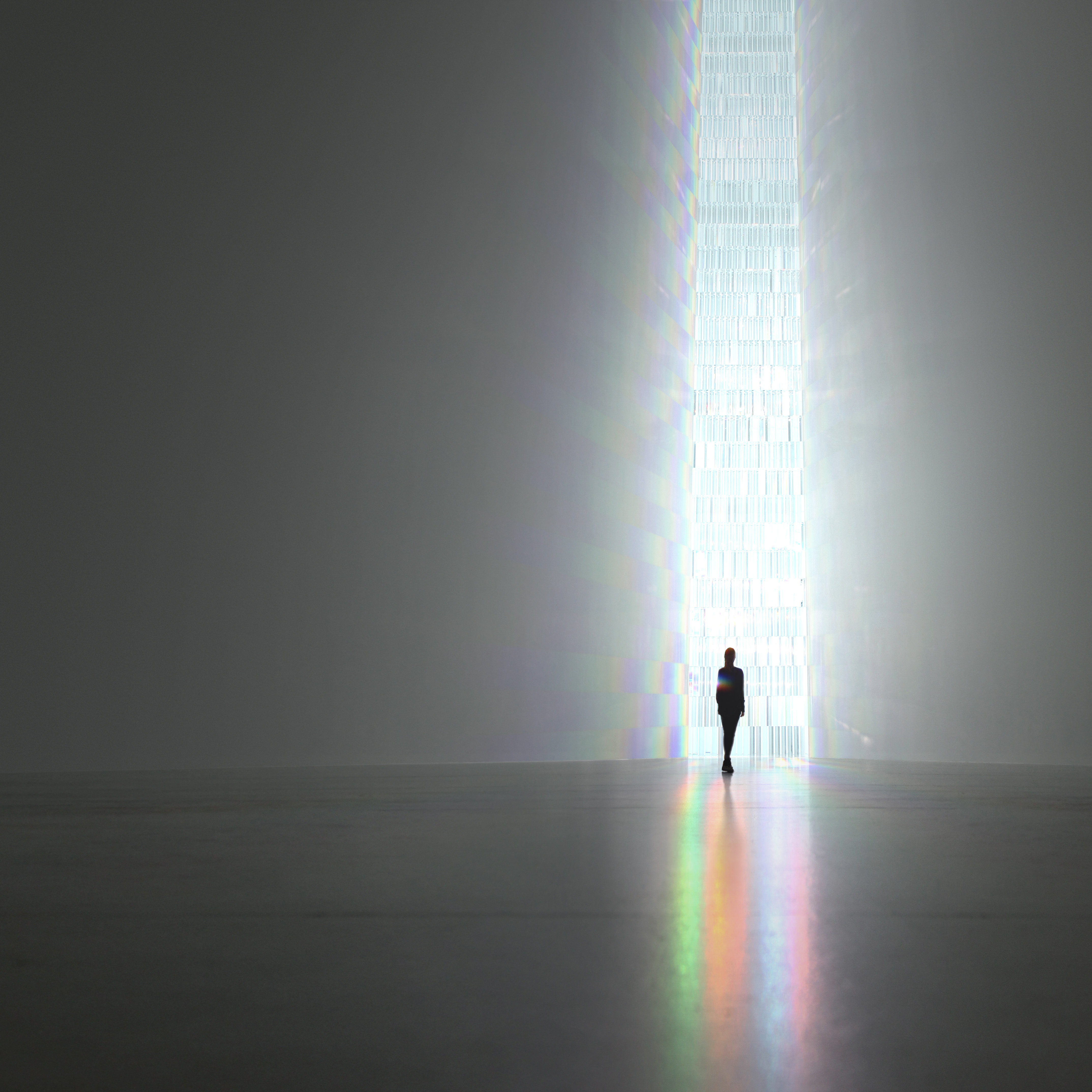
「 Rainbow Church – 虹の教会 」 2010／東京都現代美術館 2013

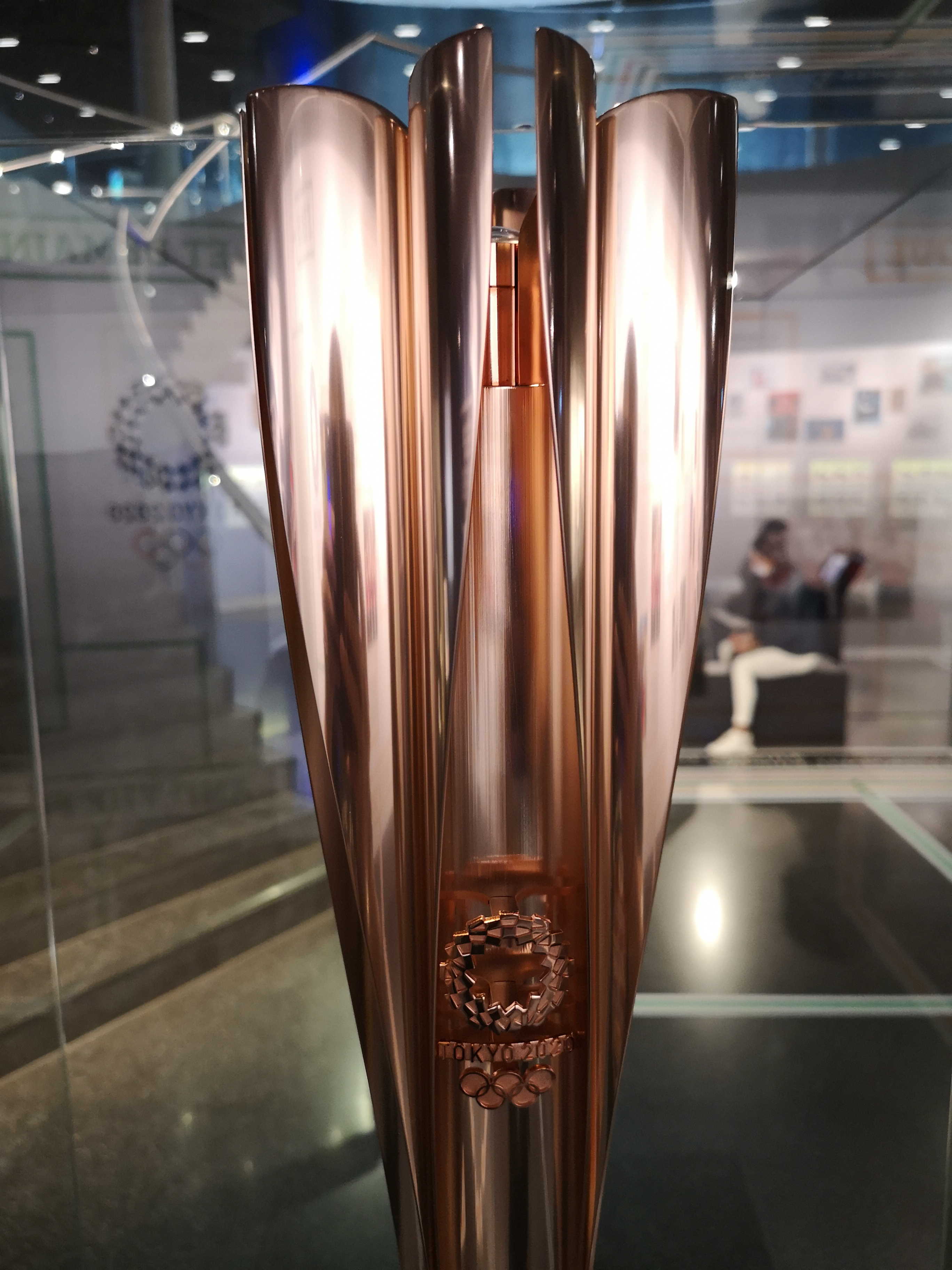
2020年東京オリンピックトーチ

2002年　Water Block – ガラスのベンチ
2002年　Transparent Japanese House − 透明な日本民家
2002年ー2003年 Chair that disappears in the rain – 雨に消える椅子
2004年　Souffle／Maison Hermès
2005年ー2007年　MEDIA SKIN／au design project KDDI
2006年　The Gate - Tokujin Yoshioka x Lexus
2006年　Waterfall
2006年　PANE chair
2007年　Tornado／Design Miami
2007年　Rainbow chair
2007年　Tear Drop／Yamagiwa
2006年ー2008年　Swarovski Ginza旗艦店
2007年ー2008年　VENUS – Natural crystal chair – 自然結晶の椅子
2007年ー2008年　Crystallized Painting – 結晶の絵画／Moonlight／Destiny／Unfinished
2008年　Eternal／Swarovski Crystal Palace
2010年・1997年　Snow
2009年　Moon Fragment／Cartier
2009年　Lake of Shimmer／Basel World／Swarovski
2010年　X-RAY／KDDI iida
2010年　Stellar／Swarovski Crystal Palace
2010年・2013年　Rainbow Church – 虹の教会
2011年　ガラスの茶室 – 光庵／第54回ヴェネツィア・ヴィエンナーレ国際美術展 Glasstress 2011
2011年　パリのオルセー美術館・印象派ギャラリー・リニューアルプロジェクト
2013年　Crystallized Painting – Swan Lake – 結晶の絵画、Spider's Thread – 蜘蛛の糸、ROSE – 薔薇の彫刻
2013年　Wings of Sparkle／Basel World／Swarovski
2014年　Cartier Time Art – Mechanic of Passion／Power Station of Art
2015年ー2017年　ガラスの茶室 – 光庵／京都将軍塚青龍殿
2017年　Spectrum／資生堂ギャラリー
2017年　Water Block – PRISM
2017年　S.F chair
2019年　2020年東京オリンピックトーチ
2020年　光の結晶／東京地下鉄（東京メトロ）銀座駅パブリックアート

## 主な展覧会

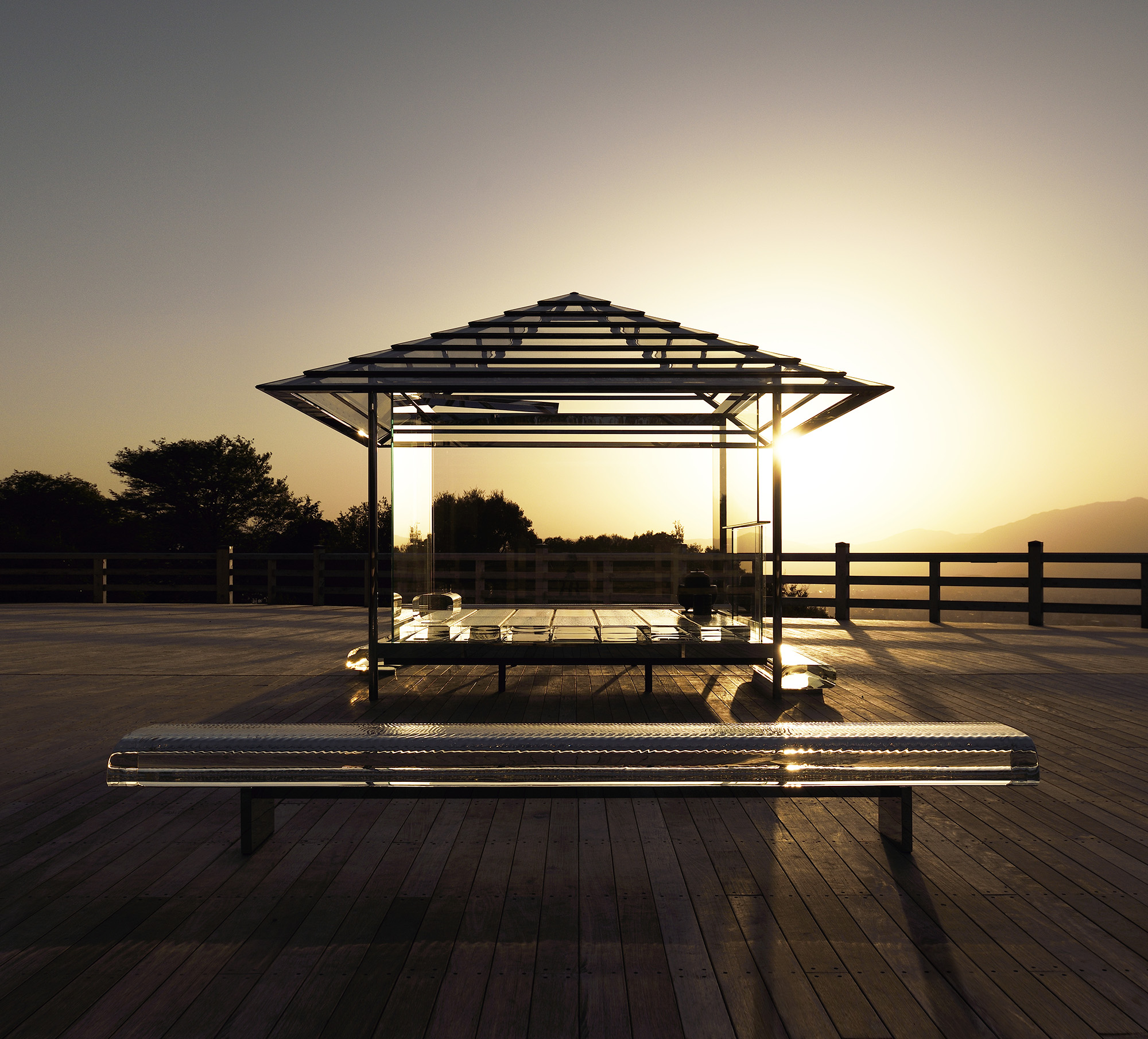
「 ガラスの茶室 − 光庵 」 2011
京都将軍塚青龍殿 2015ー2017

1998年ー2000年　ISSEY MIYAKE Making Things／カルティエ財団現代美術館、Ace Gallery NY、東京都現代美術館
2002年　Tokujin Yoshioka Honey-pop、MDS/G
2005年ー2006年　Tokujin Yoshioka x Lexus／Museum of Permanente
2005年　Stardust／Swarovski Crystal Palace／Milano Design Week
2007年　Tornado／Design Miami／Designer of the year 2007
2007年　Tokujin x Moroso／Milano Design Week
2009年　Story of … Memories of Cartier Creations／東京国立博物館表慶館
2008年　Second Nature展／21 21 DESIGN SIGHT
2010年　Sensing Nature ネイチャー・センス展／森美術館

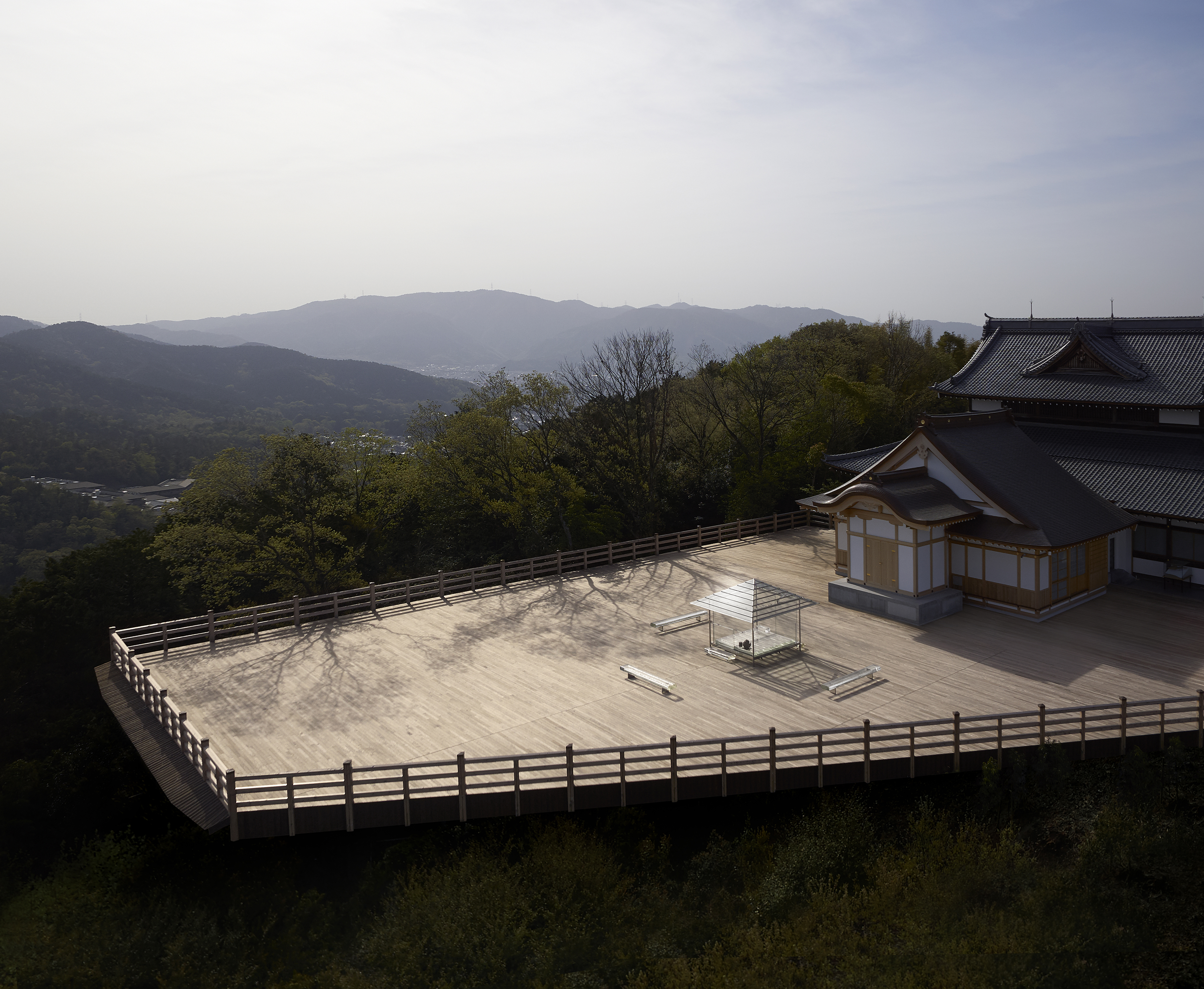
「 ガラスの茶室 − 光庵 」 2011
京都将軍塚青龍殿 2015ー2017

2010年　The Invisibles Snowflake／Kartell Gallery
2011年　TWILIGHT – Tokujin Yoshioka／Moroso／Milano Design Week
2011年　Tokujin Yoshioka : Waterfall／Sharman Contemporary Art Foundation
2011年　ガラスの茶室 − 光庵／第54回ヴェネツィア・ヴィエンナーレ国際美術展 Glasstress 2011
2011年ー2012年・2014年　Cartier Time Art／Bellerive Museum、Artscience Museum、Power Station of Art
2012年　TOKUJIN YOSHIOKA 2012 CREATOR OF THE YEAR／Maison & Objet
2013年　TOKUJIN YOSHIOKA_Crystallize／東京都現代美術館
2014年　第14回ヴェネツィア・ヴィエンナーレ国際建築展 2014
2015年　Make Yourself Comfortable／Chatsworth House
2015年　吉岡徳仁展 – Tornado／佐賀県立美術館
2015年ー2017年　ガラスの茶室 – 光庵／京都将軍塚青龍殿
2017年　TOKUJIN YOSHIOKA_SPECTRUM／資生堂ギャラリー
2017年　TOKUJIN YOSHIOKA x LG : S.F／Milano Design Week
2017年　吉岡徳仁　光とガラス / 21_21 DESIGN SIGHT
2018年ー2019年　吉岡徳仁　ガラスの茶室 − 光庵 / 佐賀県立美術館
2019年ー2022年　吉岡徳仁　ガラスの茶室 − 光庵 / 国立新美術館

## 世界の美術館による永久所蔵
ニューヨーク近代美術館（MoMA）（アメリカ）
ポンピドゥー・センター（フランス）
オルセー美術館（フランス）
パリ装飾芸術美術館（フランス）    

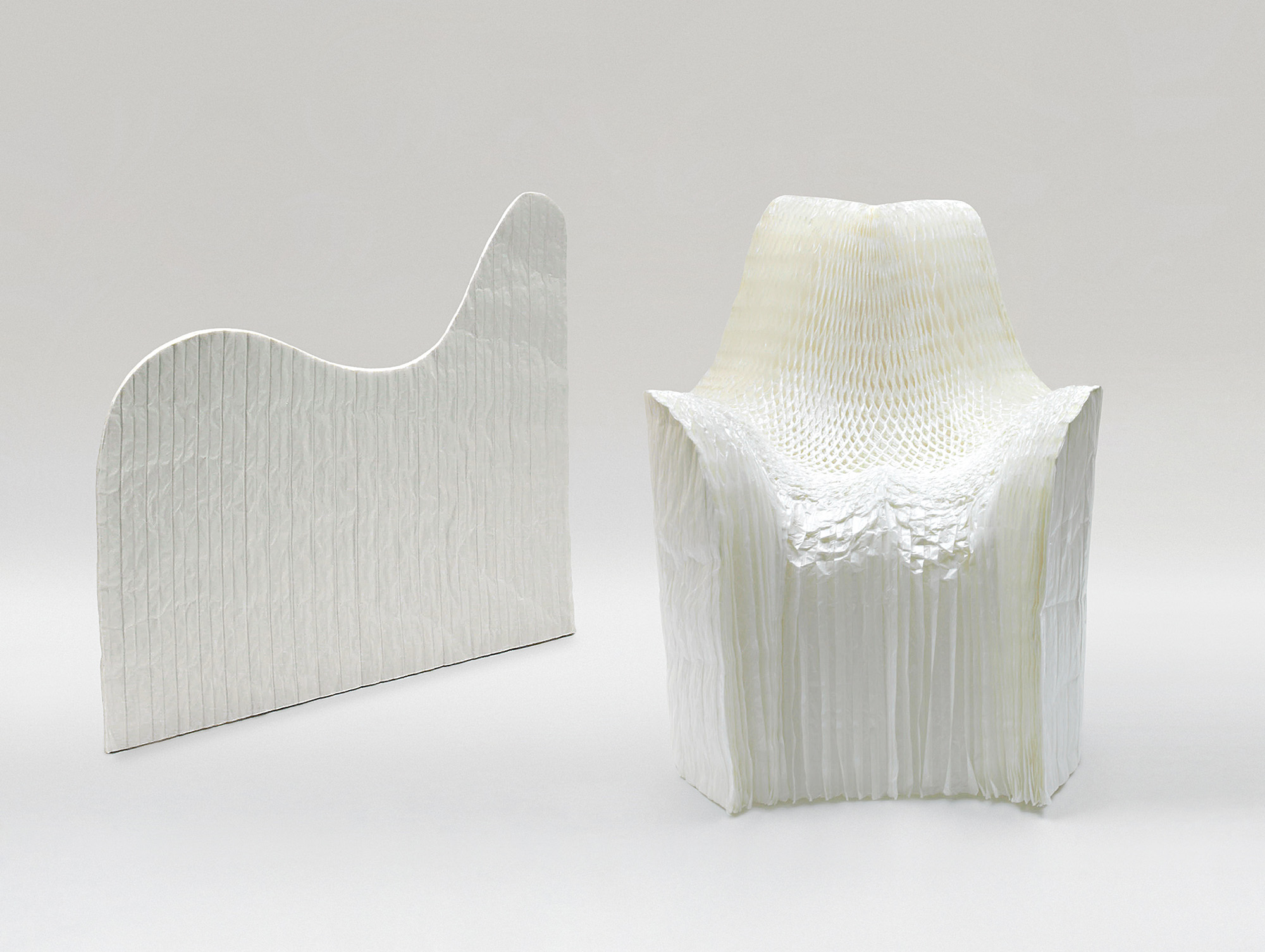
「 Honey-pop – 紙の椅子 」2001

ヴィクトリア・アンド・アルバート博物館（V&A)（イギリス）
クーパー・ヒューイット国立デザイン博物館（アメリカ）
ヴィトラ・デザイン・ミュージアム（ドイツ）
シカゴ美術館（アメリカ）
サンフランシスコ近代美術館（アメリカ）
セントルイス美術館（アメリカ）
モントリオール美術館（カナダ）
『Honey-pop』『Water Block』『ROSE』東京都現代美術館（日本）
イスラエル美術館（イスラエル）
サムスン美術館リウム（韓国）

## 主な受賞歴
- 1997年　JCD Design Award大賞（日本）
- 2000年　I.D. Annual Design Review（アメリカ）
- 2001年　I.D. Annual Design Review（アメリカ）
- 2001年　A&W Award The Coming Designer for the Future（ドイツ）
- 2002年　2001年度毎日デザイン賞（日本）

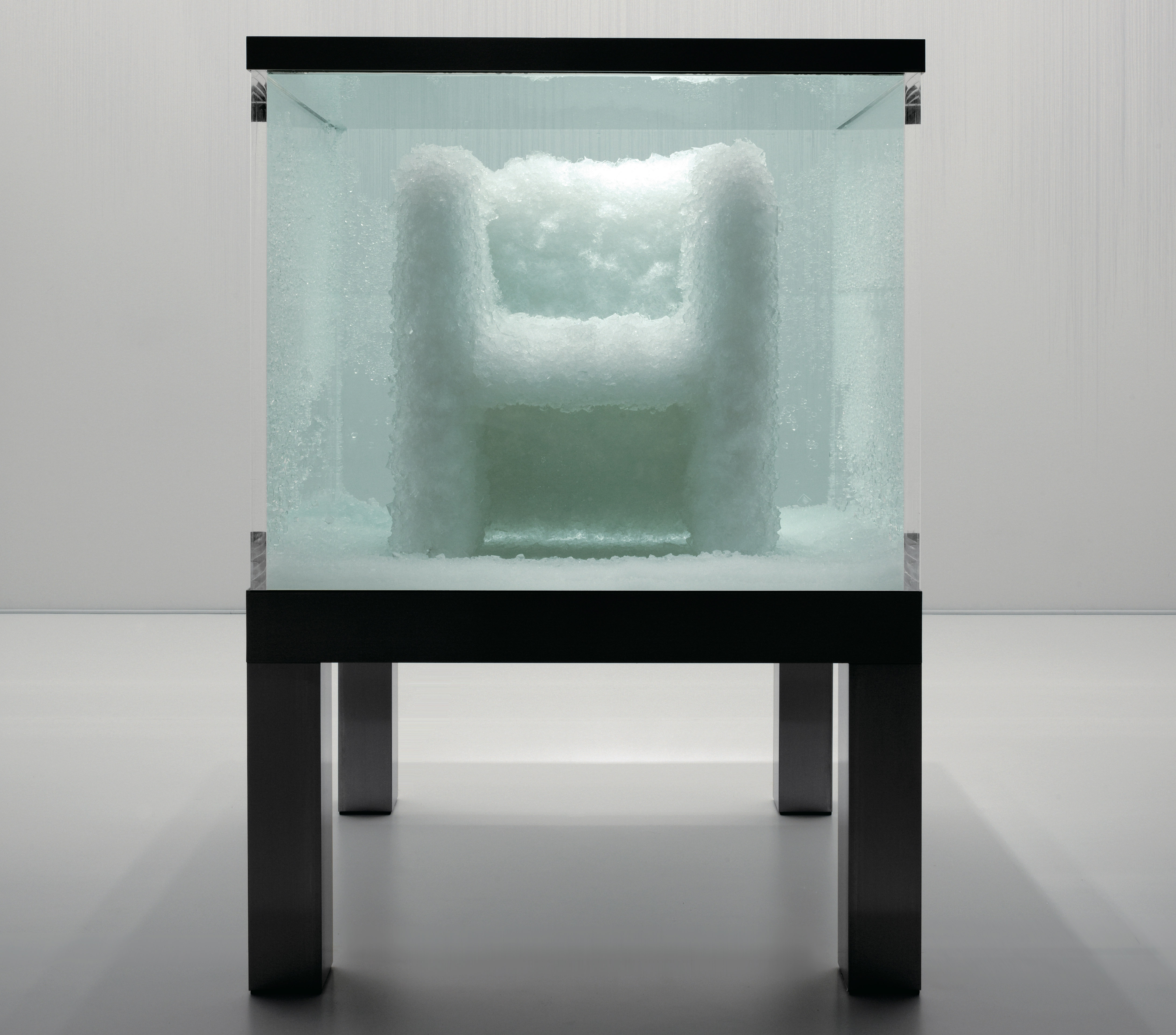
「 VENUS – 自然結晶の椅子 」2007

- 2005年　Talents du Luxe（フランス）
- 2007年　第57回芸術選奨文部科学大臣新人賞（芸術振興部門）（日本）
- 2007年　グッドデザイン賞金賞（日本）
- 2007年　Design Miami／Designer of the Year 2007（アメリカ）
- 2008年　Wallpaper Design Awards 2008／Best furniture designer（イギリス）
- 2008年　DFA Design for Asia Awards／Grand Awards 2008（香港）
- 2009年　Elle Deco International Design Awards／Designer of the Year 2009（イタリア）
- 2010年　The 100 Most Creative People in Business 2010（アメリカ）
- 2010年　TOKYO Design & Art ENVIRONMENTAL AWARDS／Artist of the Year（日本）
- 2011年　A&W Architektur & Wohnen／Designer of the Year 2011（ドイツ）
- 2012年　Maison & Objet／Creator of the Year 2012（フランス）
- 2016年　Elle Deco International Design Awards(EDIDA) 2016（イタリア）
- 2017年　Milano Design Award 2017 最高賞（イタリア）

## 書籍・作品集
- 『Tokujin Design』（ギャップ出版、日本、2001年）
- 『Tokujin Yoshioka Design』英語版/日本語版（ファイドン、イギリス、2006年）
- 『Second Nature セカンド・ネイチャー』（求龍堂、日本、2008年）
- 『みえないかたち』（エスクァイア マガジン ジャパン、日本、2009年）
- 『ネイチャー・センス SENSING NATURE』（平凡社、日本、2010年）
- 『TOKUJIN YOSHIOKA』（リッツォーリ、アメリカ、2010年）
- 『TOKUJIN YOSHIOKA_Crystallize』（青幻舎、日本、2013年）
- 『光庵 – ガラスの茶室』（求龍堂、日本、2017年）

## TV出演
- 『プロフェッショナル 仕事の流儀』第53回（2007年6月5日放送）NHK
- 『情熱大陸』（2010年6月20日放送）毎日放送
- 『日曜美術館』「ネイチャー・センス展」（2010年9月26日放送）NHK
- 『極上美の饗宴』（2012年3月5日放送）NHK
- 『SWITCH インタビュー達人達』（2014年3月8日放送）NHK
- 『日曜美術館』「ガラスの茶室 – 光庵」（2015年6月28日放送）NHK
- 『日曜美術館』「吉岡徳仁 スペクトル」（2017年2月17日放送）NHK
- 『桜の聖火トーチ ～日本の心 宿して～』（2019年3月26日放送）NHK
- 『明日へ　つなげよう』「トーチ開発の舞台裏に独占密着！「桜の炎〜誕生　聖火リレートーチ〜」」（2019年5月19日放送）NHK[19]
- 『東京交差点』「聖火リレートーチ」（2019年7月23日放送）テレビ東京[20]
- 『東京の空』「匠たちの挑戦！東京2020」（2020年2月23日）TBSテレビ[21]
- 『新美の巨人たち』「今こそアートのチカラを 第9弾 GINZA SIX」（2020年7月11日）テレビ東京[22]